# Zadni Mnichowy Piarg

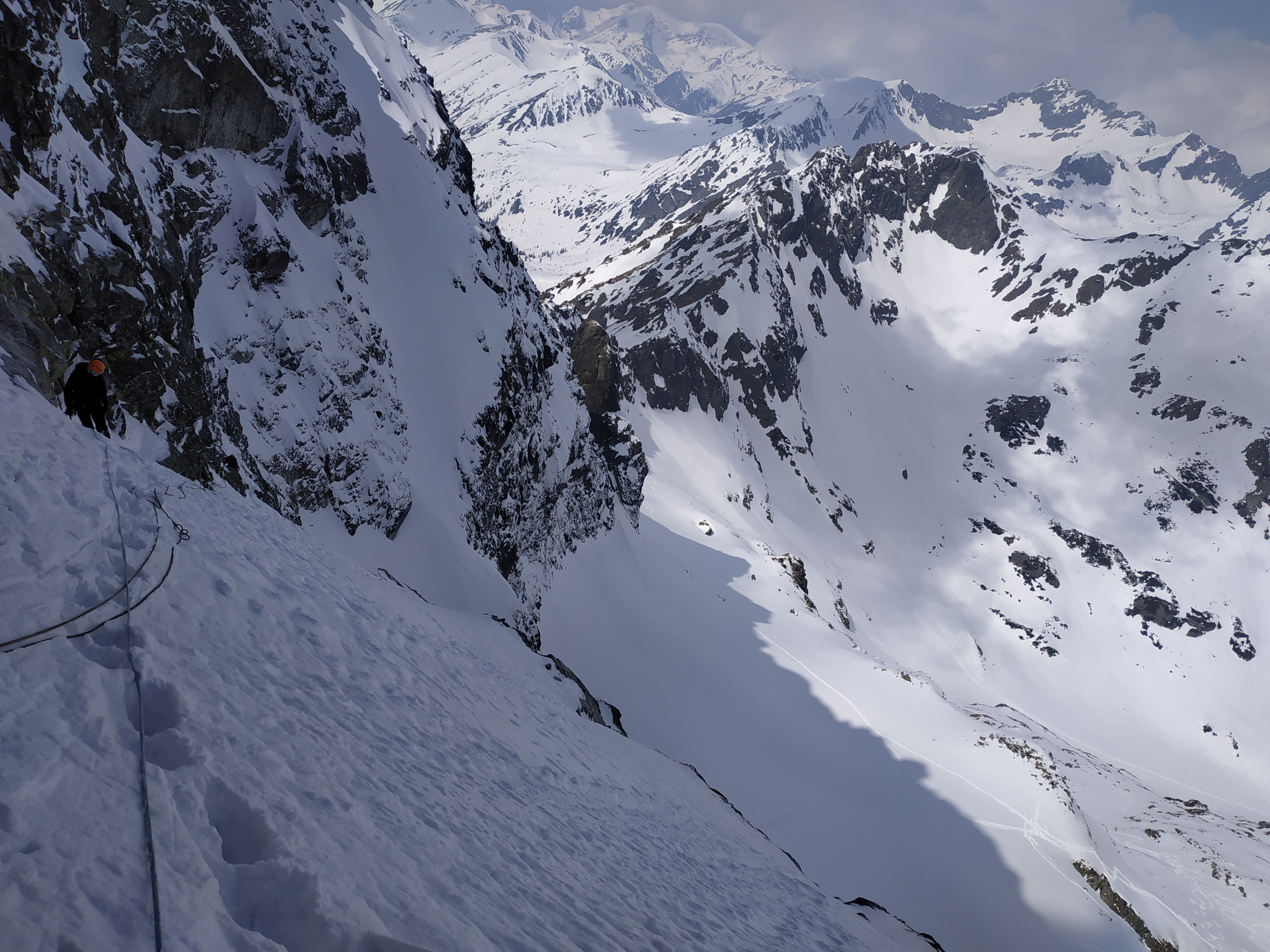
Przysypany śniegiem Zadni Mnichowy Piarg u podnóży głównej grani Tatr

Zadni Mnichowy Piarg – piarżysko w Zadniej Galerii Cubryńskiej – najwyższym piętrze Doliny za Mnichem w polskich Tatrach Wysokich. Gromadzi się w nim materiał skalny osypujący się z północnych podnóży grani głównej Tatr Wysokich na odcinku od Zadniego Mnicha przez Ciemnosmreczyńską Turnię po Kopę nad Wrotami. Od położonego niżej Mnichowego Piargu oddziela go Mnichowa Kopa i ciągnący się od niej na zachód niski, piarżysty wał (Władysław Cywiński pisze, że z trudem zasługuje on na miano grzędy). Zarówno w piarżysko, jak i w wymieniony wał wcina się depresja, w której pod warstwą piargu podziemnymi przepływami spływa woda zasilająca Staw Staszica.
Zadni Mnichowy Piarg znajduje się poza szlakami turystycznymi, ale w rejonie udostępnionym do wspinaczki skalnej. Prowadzą do niego 3 taternickie ścieżki:
- Z Doliny za Mnichem przez Zadni Mnichowy Piarg; 0 w skali tatrzańskiej, czas przejścia od szlaku na Wrota Chałubińskiego 30 minut[2],
- Z Doliny za Mnichem przez Mnichowy Piarg; 0[2],
- Z Nadspadów przez Mnichowy Żleb; 0, na kilku metrach III, 1 godz.[2]